# Ilo da Fonseca
Ilo Monteiro da Fonseca (Rio de Janeiro, 18 de julho de 1930) é um nadador brasileiro, que participou de duas edições dos Jogos Olímpicos pelo Brasil.
É formado em engenharia civil e engenharia química.

## Trajetória esportiva
Começou a nadar aos 9 anos de idade, no Tijuca Tênis Clube, onde seu pai treinava. Aos 13 anos, transferiu-se para o Botafogo, e se tornou profissional.
Participou do campeonato sul-americano, em 1947, em Buenos Aires.
Foi aos Jogos Olímpicos de 1948 em Londres e chegou à semifinal dos 100 metros nado costas.
Em 1951, no Campeonato Universitário Brasileiro, bateu o recorde mundial dos 100 metros nado costas.
Nos Jogos Pan-Americanos de 1951 em Buenos Aires (o primeiro Pan da história), terminou em quinto lugar nos 100 metros costas.
Ilo da Fonseca foi às Olimpíadas de 1952 em Helsinque como segundo no ranking mundial;  nadou os 100 metros costas mas não chegou à final da prova.
Foi campeão dos 100 metros nado costas nos Jogos Universitários, em Dortmund, na Alemanha e, depois dessa competição, encerrou a carreira de atleta.
Aos 55 anos voltou a nadar na categoria máster pelo Esporte Clube Pinheiros. Em 2011, participou dos Jogos Pan-Americanos de Másteres, no Rio de Janeiro, onde conquistou quatro títulos e bateu quatro recordes, Naquele ano foi recordista sul-americano dos 50 metros livres na sua faixa de idade.